# Karmagedon
Karmagedón es el décimo álbum del grupo de rock argentino Attaque 77, lanzado el 20 de marzo del año 2007.
Especialmente, este álbum continúa el camino de los últimos discos incorporando nuevos ritmos como el cuarteto e incluso una canción del estilo swing, además de su característico sonido rock mezclado con un poco de pop. En este disco se puede apreciar como Mariano Martínez va sumando canciones, y apoyando a Ciro Pertusi cada vez más. También Luciano Scaglione pone su voz a una canción, que al igual que en el disco anterior es el que le da nombre a la placa.

## Antecedentes
La banda tuvo su mejor éxito con el tercer corte de "Antihumano" que fue nada más ni nada menos que "Arrancacorazones", uno de los mayores hits en español de aquella década. Al mismo tiempo que esto pasaba, sus seguidores más cercanos al Punk Rock que los habían seguido en los últimos años, se vieron sorprendidos por la nueva gran masividad que tenía la banda. Enseguida, comenzaron a correr rumores acerca de un nuevo disco de Attaque 77 justo para que aprovecharan su masividad total. Sin embargo, Mariano Martínez negó todo eso y dijo que tenían pensado sacar al menos, dos cortes más, repartiéndose el catálogo clásico, alternativo y punk. Más tarde se vio que no eran dos cortes nada más sino cuatro: "Setentistas" (también cantada y compuesta por Martínez), "Reality-Joe", "La gente que habla sola" y "Morbo-Porno". Ninguno de los cuatro llegó a tener el éxito del tercer corte, pese a que "Setentistas" llegó a ser bastante masivo también. No se tocó el tema del disco entre los fanes hasta marzo de 2006 en donde salió publicado en una web no oficial de la banda que nuevos demos se estaban ensayando. Mientras rotaba "Morbo-Porno" por los canales de música, Leonardo De Cecco anuncia en el programa radial "Apagá la tele", que la banda tiene pensado grabar un nuevo disco.

## Proceso de grabación
Meses más tarde, Pertusi participa telefónicamente en una charla junto a Gustavo Olmedo en un programa radial de la "Rock & Pop" y anuncia que es cierto lo del nuevo disco y que sería el primer disco doble de Attaque 77. La idea de un disco doble parece no subsistir demasiado en el seno de la banda por lo que se decide hacer un solo disco. Martínez dice que seguirá en la línea musical del disco predecesor. Llegado el momento, Mario Pergolini junto a miembros de la banda, anuncia un EP que sería un adelanto del esperado nuevo disco (ya hacía tres años que no sacaban uno nuevo). "Sexismo" no tarda en sonar en las radios ya que sigue con la misma línea musical del famosísimo "Arrancacorazones", al mismo tiempo que una gira por España es cancelada. A principios de diciembre del año 2006, se lanza el EP llamado "Pirotecnia autorizada". El niño que está en la cubierta es nada más ni nada menos que el hijo de Mariano Martínez mordiendo una granada. Hay tres canciones y un video de una versión de "Chicos y Perros" del disco en vivo "Trapos"; esos temas tienen un claro sonido punk pop / punk rock que no se vio reflejado en el disco para molestia de algunos seguidores. Sin embargo, provienen de las mismas sesiones del álbum con las mismas personas a cargo (Alavaro Villagra, Alejandro Lista y Alejandro Russo) y en el mismo estudio de grabación. A su vez, Pertusi deja de figurar como "Ciro" y firma solamente con su apellido o como "Demián", algo que no hará en "Jauría" volviendo a su apodo más conocido. A principios del año 2007, Karmagedon está totalmente terminado y se da a conocer que el sencillo difusión es "Buenos Aires en llamas", también con voz de Martínez, y que habría una versión lenta de "Sexismo" llamada "Chance". La tapa del sencillo que se muestra es la misma que aparece en la contratapa del álbum. El 22 de febrero, la página no oficial de Attaque 77 muestra una lista de temas supuestamente definitiva con el nombre del álbum que sería "Karmagedón". La fecha de salida estaba prevista para el 20 de marzo de 2007.

## Publicación
Si bien su fecha de publicación iba a ser el 20 de marzo, tardó casi una semana más para llegar a estar en casi todas las disquerías. Después de una larga espera por el nuevo álbum, finalmente el video de "Buenos Aires en llamas" fue rotando por los canales de música y por las radios llegando a los primeros puestos. Karmagedón arranca con una especie de coro gregoriano que entrega el tema "Ejército de salvación". El tema muta hacia un punk al estilo Bad Religion, con una batería galopante que no da respiro en ningún momento. "Vórtice" está dedicada al suicidio de una chica de menor edad llamada Cecilia que era maltratada en su hogar, en Villa Ballester. Fue la primera canción a la que Pertusi hizo alusión en el 2006 en la radio con Pergolini diciendo: "Hay una canción acerca de Villa Ballester". "Frente al espejo" es una de las canciones preferidas del propio Ciro junto a "Onírico", escrita diez años atrás. "Sangre" está dedicada a los hermanos Ruiz Díaz de Catupecu Machu y Martínez sigue entregando más canciones como "Juguete", "Antorcha", "Plaza de Perros", "Cíclope".

## Canciones
1. Ejército de salvación (Ciro Pertusi) - 04:28
2. Cartonero (Ciro Pertusi, Martínez, Scaglione, De Cecco) - 03:12
3. Monos (Ciro Pertusi) - 02:42
4. Buenos Aires en llamas (Ciro Pertusi, Martínez) - 04:38
5. Vórtice (Ciro Pertusi, Federico Pertusi) - 05:12
6. Frente al espejo (Ciro Pertusi) - 04:37
7. Juguete (Ciro Pertusi, Martínez) - 03:58
8. Horno! (Ciro Pertusi) - 02:56
9. Fiebre de sábado (Ciro Pertusi) - 01:59
10. Plaza de perros (Ciro Pertusi, Martínez) - 03:40
11. Matar dragones (Ciro Pertusi) - 03:38
12. Cíclope (Ciro Pertusi, Martínez) - 02:04
13. Karmagedón (Ciro Pertusi) - 03:24
14. Ciudad vacía (Ciro Pertusi, Martínez) - 03:37
15. Antorcha (Ciro Pertusi, Martínez) - 03:48
16. Sangre (Ciro Pertusi) - 04:45
17. Chance (Ciro Pertusi, Martínez) - 05:28

## Cortes de difusión (videoclips)
- "Buenos Aires en llamas" (2007)
- "Cartonero" (2007)
- "Chance" (2008)

## Recepción
Después de una larga espera por el nuevo álbum, finalmente el video de "Buenos Aires en llamas" fue rotando por los canales de música y por las radios llegando a los primeros puestos. Además, es el único corte del álbum con un sonido más roquero. Porque el segundo single fue el primer cuartetazo–punk titulado "Cartonero" cantado por Ciro, que no fue tan exitoso como se hubiera pensado que sería. El tercer corte fue "Chance" una balada rock cantada por Mariano con la misma melodía básica de "Sexismo", tema del EP lanzado a finales de 2006. Se mantuvo en los puestos más altos superando claramente a "Cartonero". Fue el último gran videoclip de Attaque 77 con muchísima rotación por los canales de música hasta la fecha, y se mantuvo así hasta mediados del año 2008.

## Presentaciones en vivo
Las canciones del álbum no fueron interpretadas rápidamente por la banda, algo que sucedería también posteriormente con "Estallar". Durante varios recitales sólo se interpretaban de forma recurrente las primeras cinco canciones de la placa: "Ejército de salvación", "Cartonero", "Monos", "Buenos Aires en llamas" y "Vórtice", y algunas otras sólo en ocasiones contadas, como ser "Frente Al espejo", "Juguete", "Sangre" y "Chance". Recién en mayo de 2008, a más de un año de la publicación de Karmagedon, se interpretaron todas las canciones, cuando hicieron la presentación formal del disco, con cuatro shows en el Teatro Flores en Buenos Aires, que pronto serían siete y en la última de dichas presentaciones se grabaría un DVD en vivo, el primero de la banda. Es así como surge "Karmagedón en Vivo".

## Karmagedon en vivo
Parte 1
1. Ejército de salvación
2. Cartonero
3. Monos
4. Buenos Aires en llamas
5. Vórtice
6. Frente al espejo
7. Juguete
8. Horno!
9. Fiebre de sábado
10. Plaza de perros
11. Matar dragones
12. Cíclope
13. Karmagedón
14. Ciudad vacía
15. Antorcha
16. Sangre
17. Chance

Parte 2
1. Echo fuego
2. Los buenos deseos
3. Todo está al revés
4. Vida monótona
5. El ciruja
6. Justicia
7. Barreda's way
8. Lo que quieras
9. Como Billy The Kid
10. Ángel
11. El pájaro canta hasta morir
12. Iemanja
13. Donde las águilas se atreven

## Efectos en la banda
Mariano Martínez siguió como productor y ha apoyado a pequeñas bandas nacionales, ya siendo un profesional de la materia. Si bien los shows en el Teatro de Flores fueron soberbios, Pertusi muestra a menudo un cansancio en las presentaciones del disco y decide dar su último show, sin avisar a sus compañeros de banda, junto a Attaque 77 en Uruguay con El Otro Yo de invitado. A finales del año 2008, Pertusi propone un descanso general de la banda. Esa propuesta es denegada por los tres integrantes restantes de Attaque 77 por lo que el 18 de marzo de 2009 (mismo día en el que cumplía 41 años) Pertusi anunciaba su desvinculación de la banda:
"Luego de un largo periodo de balance personal y reflexión, he resuelto dar por terminado mi ciclo como integrante de Attaque 77. Así como una vez la pasión por descubrir la vida me llevó a formar parte de este maravilloso proyecto a lo largo de nada menos que 21 años, hoy las mismas inquietudes me impulsan a aventurarme en un viaje personal, por ahora con rumbo incierto. Y es justamente en esa incertidumbre de novedades y sorpresas donde hoy busco mi destino, mi paz y mi felicidad. Junto a Mariano, Leo y Luciano, crecí recorriendo el mundo, divirtiendo y divirtiéndonos con nuestra música. Les agradezco a ellos, a los seguidores, a nuestro "Staff-familia en gira": manager, técnicos, asistentes, escenógrafos, discográficas y a todas las personas que directa o indirectamente me ayudaron con su amor, paciencia, apoyo y trabajo a lo largo de estos años, espero haber correspondido de igual manera. Elegí la alternativa de comunicarme de esta forma y no cara a cara, para mantener intacta la magia y la emoción de las últimas presentaciones. Soy consciente y sabré comprender y respetar las reacciones o sentimientos encontrados que generen mi decisión, así mismo ojala sepan comprender y respetar mi distancia, mi silencio e intimidad".
Con Ciro Pertusi exiliado en México, Attaque 77 propone seguir junto como trío y alejándose del estilo que habían marcado con "Karmagedón", volviendo al sonido punk rock de sus inicios. Martín Bosa también se desvincula para seguir con sus propios proyectos. Algunos de los seguidores descontentos con el sonido que Attaque 77 que venía haciendo desde el 2000, comenzaron a ver con buenos ojos el trío que se había formado. Actualmente, la banda toca muy pocos temas del álbum. De hecho, en varios ni siquiera figuró una sola canción y el repertorio estuvo más pendiente en los discos iniciales del trío. En el show acústico del Ópera City, se rescataron algunas canciones de Karmagedón como "Chance", "Plaza de perros", "Buenos Aires en llamas", entre otros.

## Miembros
- Ciro Pertusi: Voz líder y guitarra rítmica.
- Mariano Martínez: Guitarra líder, voz y teclados.
- Luciano Scaglione: Bajo, coros y voz.
- Leo De Cecco: Batería, percusión y coros.
- Martín Bosa: Teclados, piano y coros.

- Datos: Q5958377